# Luigi Lavazza
Luigi Lavazza S.A. é uma companhia italiana voltada para produção de café tostado.
Fundada em 1895 por Luigi Lavazza, numa pequena drogaria na Via San Tommaso 10, em Turim. Hoje é uma das maiores produtoras de café na Italia, e continua sendo de propriedade da familia Lavazza.
É uma marca conhecida em todo o mundo, presente em mais de oitenta países. A Luigi Lavazza S.A. é uma empresa com cerca de dois mil funcionários, com sede em Turim e com oito empresas licenciadas no mundo.
Para a campanha publicitária dos anos 2000, a Lavazza se beneficiou de uma grande peça publicitária denominada "Campanha Paraíso", protagonizada por três personagens conhecidos da televisão italiana: Paolo Bonolis, Luca Laurenti e Riccardo Garrone.